# 华盛顿堂区 (路易斯安那州)
華盛頓堂區（英語：Washington Parish）是美國路易斯安那州東部的一個堂區，東隔珍珠河與密西西比州相望。面積1,734平方公里。根據美國2000年人口普查，共有人口43,926。治所富蘭克林頓。
成立於1819年，堂區名是紀念首任總統喬治·華盛頓。